# Phil Bredesen
Phil Bredesen, född 21 november 1943 i Oceanport, New Jersey, USA, är en amerikansk demokratisk politiker. Han var guvernör i Tennessee 2003–2011. Han var dessförinnan borgmästare i Nashville 1991–1999.
Bredesen kandiderade till guvernör 1994 men förlorade mot republikanen Don Sundquist. När Sundquist inte kunde kandidera för en tredje mandatperiod, försökte Bredesen på nytt 2002 och vann guvernörsvalet. Han omvaldes 2006.
Den 6 december 2017 meddelade Bredesen att han skulle kandidera till Bob Corkers lediga plats i USA:s senat, eftersom Corker inte sökte omval 2018. I november 2018 besegrades han av republikanen Marsha Blackburn.

## Biografi
Bredesen föddes i New Jersey och växte upp i Shortsville nära Rochester, New York. Hans föräldrar skilde sig under Bredesens uppväxt, och hans mor arbetade som bankkassör. Under Bredesens barndom sydde hans mormor för att försörja sig och bodde med familjen.
Bredesen studerade fysik vid Harvard University. År 1967 flyttade han till Lexington, Massachusetts, där han gjorde klassificerat arbete för Itek.
År 1968 arbetade Bredesen för Minnesota-senatorn Eugene McCarthys kampanj, som gällde den demokratiska nomineringen till presidentvalet. Bredesen lanserade sin första politiska kampanj år 1969, när han kandiderade till delstatssenaten i Massachusetts. Han besegrades av en populär sittande republikan, Ronald MacKenzie.
År 1974 gifte han sig med Andrea Conte. År 1975 flyttade familjen till Nashville, Tennessee, där Conte hade anställts av Hospital Corporation of America. I Nashville grundade Bredesen försäkringsbolaget HealthAmerica Corp. Han sålde sin aktiemajoritet i HealthAmerica år 1986.
Bredesen är presbyterian.

## Senatsvalet i Tennessee 2018
Den 6 december 2017 meddelade Bredesen att han skulle ställa upp i senatsvalet år 2018 i Tennessee. Primärvalet för båda partier var den 2 augusti 2018. Bredesen vann det demokratiska primärvalet den 2 augusti 2018 med 348 302 röster (91.50 procent). Marsha Blackburn vann det republikanska primärvalet samma dag. Hans kandidatur stöddes av tidigare vicepresidenten Joe Biden.
Bob Corker, en republikan, sade att Bredesen var "en mycket bra borgmästare, en mycket bra guvernör, en mycket bra affärsman", att han hade "en riktig dragningskraft" och "korsnings dragningskraft" och att de två hade samarbetat bra under åren. Corker sa att han inte skulle kampanja mot Bredesen. Efter Corkers beröm för Bredesen, varnade senatens majoritetsledare Mitch McConnell Corker för att sådana kommentarer skulle kunna kosta republikanska partiet dess senatmajoritet.
Enligt Politico representerade Bredesen en "center-höger koalition" och att han hade lockat stöd av Handelskammare-typ av republikaner.
I oktober 2018 stödde popstjärnan Taylor Swift Bredesens kandidatur. Stödet var anmärkningsvärt med tanke på att Swift hade varit offentligt apolitisk.

## Politiska positioner
Bredesen har beskrivits som en moderat demokrat. Enligt The Tennessean, är Bredesen "politiskt moderat", "känd för sin i mitten av vägen, skattemässigt konservativa politik" och som "ibland irriterat liberaler i hans parti".
The New York Times skrev detta om Bredesens senatskampanj år 2018 "i en indikation på hur osäkert det kan vara att kandidera statsomfattande som en demokrat i södra USA, nämnde han inte något om hans parti och hänvisade inte till president Trump med namn. Hans enda anspelning om Obamacare var att "det behöver fixas."
Bredesen stödjer dödsstraff.

## Privatliv
Bredesen gifte sig med Susan Cleaves under 1968. De skilde sig år 1974 och hade inga barn. Under 1974 gifte han sig med Andrea Conte. Paret har en son.